# Liste der Naturdenkmale in Hersdorf
Die Liste der Naturdenkmale in Hersdorf nennt die im Gemeindegebiet von Hersdorf ausgewiesenen Naturdenkmale (Stand 4. April 2024).

## Ehemalige Naturdenkmale
| Nr. | Bezeichnung            | Lage                                                                 | Beschreibung                                 | Bild                                    |
| --- | ---------------------- | -------------------------------------------------------------------- | -------------------------------------------- | --------------------------------------- |
|     | Das Buchentor          | Jakobsknopp, südlich des Ortes; Abteilung Niederhersdorfer Wald Lage | Fagus sylvatica; Rechtsverordnung aufgehoben | Direkt Bild zu diesem Denkmal hochladen |
|     | Mehrstämmige Hutebuche | Oberhersdorf, südöstlich des Ortes; Flur Auf dem Büchelchen Lage     | Fagus sylvatica; Rechtsverordnung aufgehoben | Direkt Bild zu diesem Denkmal hochladen |